# Подёнки
Подёнки (лат. Ephemeroptera, от др.-греч. ἐφήμερος — длящийся не более дня, однодневный, мимолётный, и πτερόν — крыло) — древний отряд крылатых насекомых (находки, начиная с каменноугольного периода). В настоящее время учёными описан 3281 вид, включая 157 ископаемых видов. Распространены по всему земному шару, кроме Гавайских островов в Тихом океане и острова Святой Елены в Атлантическом океане. Личинка развивается в воде. Для подёнок характерен уникальный для крылатых насекомых процесс — линька окрылившейся формы.
Представители группы имеют две пары сетчатых прозрачных и очень тонких крыльев, передние всегда крупнее задних (у некоторых подёнок задние крылья совсем не развиты), а на конце брюшка — три, или реже две, длинные тонкие хвостовые нити.

## Филогенетическое положение
Характер развития, строение хвостовых придатков, линька во взрослом состоянии и многие другие признаки подёнок указывают на их близость к щетинохвосткам. Принимая во внимание особенности расположения жилок крыла и неспособности крыльев складываться, что характерно для остальных представителей крылатых насекомых, эту группу можно считать наиболее близкой к предковой форме насекомых.

## Характеристика имаго
Характерными признаками подёнок являются три (реже две) тонкие длинные хвостовые нити на конце брюшка. Имеется две пары крыльев с богатым жилкованием, причем задняя пара всегда короче первой, или вовсе редуцирована, как, например, у двукрылой подёнки.
Имаго подёнок живут от нескольких часов до нескольких дней (отсюда и название отряда) и не питаются (кишечник половозрелых особей прерван на границе средней и задней кишки и заполнен воздухом, челюстной аппарат редуцирован).

## Размножение
Выход подёнок часто носит массовый характер, при этом можно наблюдать роение насекомых, во время которого происходит встреча полов. Полёт подёнок состоит из однообразно повторяющихся сочетаний движений. Быстро махая крыльями, они взмывают вверх, а затем замирают и благодаря большой поверхности крыльев и длинным хвостовым нитям, планируя, спускаются вниз. Такой «танец» совершают подёнки в период размножения. Самец, подлетая к самке, тут же в воздухе снизу прицепляет сперматофоры к её половым отверстиям, которых у подёнок два — правое и левое. После спаривания самцы погибают, а самки откладывают яйца прямо в воду, либо садясь на поверхность, либо (Baetis rhodani и др.) спускаясь под воду по растениям, после чего также погибают. Иногда встречается яйцеживорождение (Cloeon dipterum).
Окраска и внешний вид яиц подёнок сильно варьируются. Их кладки также нельзя охарактеризовать какой-то характерной особенностью (у одних видов яйца откладываются кучками, у других разбрасываются). Яйца могут нести заякоривающие структуры для фиксации на подводных предметах — нити с узелками на концах.

### Генетика
Число хромосом у подёнок варьирует: диплоидные числа колеблются от 10 до 20. Кариотипы половых хромосом XY были обнаружены у шести видов из пяти родов, а два вида имеют кариотипы половых хромосом XO. Одиннадцать видов, принадлежащих к восьми родам, размножаются партеногенетически. Число диплоидных хромосом в этой группе колеблется от 10 (что встречается у трех видов семейства Baetidae) до 20 у Ecdyonurus dispar.

## Характеристика личинок
Все личинки подёнок развиваются в воде. Это типичные обитатели быстрых ручьев и рек. Встречаются и в стоячих водоёмах. В отличие от взрослого насекомого, у личинки хорошо развит грызущий ротовой аппарат. Личинка активно питается (в основном растительными остатками). Морфология личинок очень разнообразна, но по ряду особенностей они хорошо выделяются на фоне остальных водных насекомых. У личинки подёнки на конце брюшка имеются длинные хвостовые нити, как и у взрослого насекомого. Их может быть две (если срединная нить редуцирована, а развиты только церки). Но чаще всего хвостовых нитей три. Первые 7 члеников брюшка несут трахейные жабры (простые или перистые пластинки, часто с бахромой, или в виде пучка отростков, отходящих от боков сегментов, внутрь которых заходят трахеи). У только что вылупившихся из яиц личинок трахейные жабры отсутствуют.
Личиночная фаза длится 2—3 года. В этот период личинка многократно линяет (достоверно отмечено 23 линьки для Cloeon dipterum).
Последняя нимфальная фаза, линяя, даёт первую имагинальную фазу (субимаго). Вышедшая из последней личиночной шкурки особь имеет, в отличие от имаго, опушённые мелкими волосками тельце и крылья и пока ещё не способна к половому размножению. Через некоторое время (от нескольких часов до нескольких дней) субимаго снова линяет. В последней линьке из шкурки субимаго выходит половозрелая особь (имаго). Ни в одном другом отряде насекомых, кроме подёнок, не бывает линьки окрылившихся особей.

## Охранный статус
3 вида занесены в Красный список угрожаемых видов МСОП (The IUCN Red List of Threatened Species), 1 — как вымирающий (EN) и ещё 2 — как уже вымершие (EX):
 Acanthametropus pecatonica — известный только по личинкам вид подёнок из семейства Acanthametropodidae, распространённый в восточной части Северной Америки в верховьях бассейна реки Миссисипи, в западной части района Великих озёр. Возможно, вид ещё не вымер.
 Pentagenia robusta — вымерший вид подёнок из семейства Palingeniidae, который был эндемиком бассейна реки Огайо (восток Северной Америки). Возможно он синонимичен более широко распространённому в средней полосе Северной Америки виду Pentagenia vittigera.
 Tasmanophlebi lacuscoerulei — вымирающий вид подёнок из семейства Oniscigastridae, эндемик каровых озёр горы Косцюшко на юго-востоке Австралии.

## Фото
- Массовый вылет подёнок
- Подёнки в полёте
- Линочная шкурка субимаго подёнки Leptophlebia marginata
- Potamanthus luteus
- Личинка подёнки